# Auderghem
Auderghem (francuski i prije nizozemski) ili Oudergem (nizozemski), brabantski: Avergom, je jedna od 19 dvojezičnih općina u Regiji glavnoga grada Bruxellesa u Belgiji.
Graniči s općinama Etterbeek, Ixelles, Overijse, Tervuren, Woluwe-Saint-Pierre i Watermael-Boitsfort.
Auderghem se nalazi jugoistočno od grada Bruxellesa na ulazu u lokalnu šumu (Forêt de Soignes, Zoniënwoud). Unatoč prometu, ova je općina uspjela sačuvati svoju prirodnu i kulturnu baštinu.

## Povijest
Tri šumska sela (Auderghem, Watermael i Boitsfort) postoje zajedno već stoljećima. Godine 1794., revolucionarni vojnici odlučuju odvojiti ova tri mjesta kako bi stvorili tri posebne općine. Godine 1811., Napoleon carskim proglasom spaja ova mjesta u jednu upravnu jedinicu. Ipak, Auderghem je kasnije povučen iz ove odluke, tako da su spojeni ostali Watermael-Boitsfort (Watermaal-Bosvoorde). Auderghem je postao nezavisna općina 1863., sa samo 1600 stanovnika.
Izgradnjom željezničke veze između Bruxellesa i Tervurena, te izgradnjom Boulevarda du Souveraina tj. Vorstlaana, općina je brzo modernizirana, a broj stanovnika je naglo porastao. Do kraja prvog svjetskog rata ovdje je živjelo 8000 stanovnika. Godine 1956., u dvorcu Val-Duchesse (Kasteel van Hertoginnedal) odvila se konferencija u kojoj su pripremljeni Rimski ugovori i temelji EEZ-a i Euratoma.

## Vanjske poveznice
- (fr.)Službena stranica općine
- (nizoz.)Službena stranica općine